# Huis Kimpanzu
Het huis Kimpanzu ook wel bekend als de Kimpanzu-dynastie, waren leden uit de Mpanzu-kanda, een van de geslachten waaruit de koningen van het koninkrijk Kongo werden gekozen in de 17e eeuw en na de hereniging van Kongo onder Pedro IV van Kongo.

## Oorsprong
De Mpanzu-Kanda ontleent zijn naam aan koning Álvaro V, die in 1636 aan de macht kwam. Hij was de halfbroer van de jonge koning Álvaro IV, hoewel het onduidelijk is of ze dezelfde vader hadden, koning Álvaro III. Na de moord op Álvaro IV greep Álvaro V de troon.

## Machtsverlies
De heerschappij van het huis Kimpanzu in Kongo was van korte duur, en het koninkrijk bleef verscheurd door een burgeroorlog tussen de aanhangers van de Graaf van Soyo en de edelman Gregario. De graaf en zijn bondgenoten, twee jezuïetenbroers die eerder loyaal waren aan Álvaro IV, behaalden de overwinning.
De broers, Álvaro Nimi en Garcia Nkanga, versloegen en onthoofdden Álvaro V en stichtten hun eigen dynastie, bekend als het Huis van Kinlaza. De Kimpanzu-aanhangers die weigerden hun heerschappij te erkennen, zochten hun toevlucht in Soyo.

## Tegenstand tegen de Kinlaza
De Kimpanzu trokken zich terug in de bergen ten zuiden van Soyo, waar ze toen onder het bewind van Daniel da Silva stonden. Hoewel het in naam een provincie van Kongo was, werd het district in de loop van de tijd steeds onafhankelijker van de mwenekongo. Soyo was van cruciaal belang vanwege de militaire macht en de positie als keurvorst van koningen. Van 1625 tot 1641 werd het ambt van graaf van Soyo bekleed door mannen die loyaal waren aan het Huis Nsundi en later aan het Huis Kinlaza. Maar toen graaf Paulo in 1641 stierf, werd het ambt overgenomen door Daniel da Silva. Graaf Daniel da Silva koesterde nog steeds wrok tegen de broers die hem hadden afgezet als hertog van Mbamba en maakte van Soyo een toevluchtsoord voor sympathisanten van Kimpanzu.
De Silva kanda sloot een bondgenootschap met de Kimpanzu en beschermde hun aanhangers, waardoor zij vanuit Mbamba Luvota samenzweringen tegen de Kinlaza konden smeden. Ondertussen streefde Soyo naar volledige onafhankelijkheid van Kongo en steunde verschillende tegenstanders van de Kinlaza, waaronder de overgebleven leden van het Huis Nsundi.
Dit leidde tot een mislukte moordaanslag op koning Garcia II van Kongo. Als vergelding vernietigde Garcia de Nkanka a Mvika-kanda van het Huis Nsundi, waardoor het tegen de jaren 1660 ophield te bestaan. De Kimpanzu daarentegen bevonden zich buiten zijn directe bereik en bleven een factor in de politieke strijd.

## Kimpanzu na de Kongolese Burgeroorlog
De Kimpanzu waren gedurende een groot deel van de vroege burgeroorlog nauw verbonden met Soyo. Tijdens deze periode verbleef hun leider, Suzana de Nóbrega, in de provincie Luvota, aan de zuidelijke grens van Soyo. Ze verzetten zich fel tegen het huis Kinlaza, zowel politiek als militair, voor, tijdens en na de Kongolese burgeroorlog, die woedde van 1665 tot 1709.
Om Kongo te herenigen, regelde de Água Rosada-Kanda dat de troon zou rouleren tussen de twee takken van de Kinlaza en de Kimpanzu. De Kimpanzu keerden terug aan de macht met de verkiezing van Manuel II na de dood van Pedro IV in 1718. De laatste belangrijke Kimpanzu-heerser was koning Pedro V, die in 1779 overleed. Ondanks zijn dood bleven zijn regent en aanhangers druk uitoefenen om een opvolger te laten regeren.
De lijn van koningen die begraven ligt in Sembo, een begraafplaats die in 1859 werd bezocht door de Duitse antropoloog Adolf Bastian, bestond waarschijnlijk uit onbekende Kimpanzu-troonpretendenten.